# 1180.
◄ | 11. stoljeće | 12. stoljeće | 13. stoljeće | ►
◄ | 1150-ih | 1160-ih | 1170-ih | 1180-ih | 1190-ih | 1200-ih | 1210-ih | ►
◄◄ | ◄ | 1177. | 1178. | 1179. | 1180. | 1181. | 1182. | 1183. | ► | ►►
Arhitektura • Astronomija • Knjige • Književnost • Kršćanstvo • Medicina • Pravo • Promet • Znanost

## Smrti
- 4. kolovoza – Sveti Rajnerije, nadbiskup i mučenik

## Vanjske poveznice
|  | Zajednički poslužitelj ima još gradiva o temi 1180. |